# Agostino Poli
Agostino Poli, auch Augustin Bohli (* 10. Dezember 1739 in Venedig; † 1819 ebenda) war ein italienischer Kapellmeister und Komponist.

## Leben
Agostino Poli kam 1761 als Violoncellist nach Stuttgart und wurde am 2. August 1762 an der Hofkapelle des Herzogs Carl Eugen, unter der Leitung von Niccolò Jommellis, als Cellist eingestellt. Ab 1763 wurde er, als eine Stelle im Hoforchester frei wurde, in höfische Dienste übernommen und als Cammer-Virtuos geführt. Er blieb bis 1777 in dieser Funktion.
Weil es um die Finanzierung der Hofkapelle nicht gut stand, wurde Herzog Carl Eugen durch die Vertretung von Geistlichkeit und Bürgertum, der Landschaft, genötigt, die Ausgaben im Bereich der Oper und des Theaters einzuschränken. Dies führte zu einer neuen Struktur des Hoforchesters, so dass Landeskinder, deren Ausbildung gefördert wurde, die sehr gut bezahlten ausländischen Musiker ersetzten und so die Landschaft beruhigt werden konnte. Agostino Poli war nicht nur einer der wenigen Virtuosen, die im Orchester verblieben, sondern 1775 zum Konzertmeister und 1782 zum Kapellmeister befördert wurde.
Seit dem 3. Januar 1775 unterrichtete er an der (Hohen) Karlsschule als Musiklehrer unter anderem Johann Rudolph Zumsteeg in Violoncello und Komposition, weitere Schüler waren Johann Kauffmann (1759–1834), Johann Abraham Sixt und Ernst Häußler.
Im Auftrag des Herzogs reiste er nach Paris und veröffentlichte dort Quartette und Quintette. Er vertonte auch einige kurze Opern, die zu Ehren Franziskas von Hohenheim, der zweiten Ehefrau Carl Eugens, stets an ihrem Geburtstag am 10. Januar aufgeführt wurden.
Aufgrund von Streitereien mit dem Sänger Christoph Friedrich Schulz bat er schließlich im November 1792 um seine Entlassung; nachdem er 1793 aus dem höfischen Dienst ausschied, folgte ihm sein ehemaliger Schüler Johann Rudolph Zumsteeg als Konzertmeister.
Agostino Poli war verheiratet mit der Sängerin Juliana Roger, Tochter des Stuttgarter Hofbildhauers. Als er verstarb, war er bereits seit drei Jahren in gerichtliche Erbschaftsstreitigkeiten verstrickt und hinterließ völlig verarmt eine Witwe und seinen Sohn.

## Bühnenwerke (Auswahl)

### Oper
- Minerva.

### Messe
- Missa solemnis, Es-Dur.

### Konzert
- Konzert für 3 Violoncelli, B-Dur.

### Kammermusik
- Sonaten für Violoncello und Basso continuo.
- Sonate für 3 Violoncelli.
- Duo für 2 Violoncelli, B.c., Es-Dur.
- Trio für 2 Fagotti, B.c.
- Six quartuors pour 2 violons, alto et basse.
- Quintetto 1. à Flauto Traverso, Violino, Viola, Violoncello & Basso, D-Dur.
- Quintetto 2do à Flauto Traverso, Violino, Viola, Violoncello & Basso, C-Dur.
- Quintetto 3tio à Flauto Traverso, Violino, Viola, Violoncello & Basso, B-Dur.
- Quintetto 4to à Flauto traverso, Violino, Viola, Violoncello & Basso, g-Moll.
- Quintetto 5to à Flauto Traverso, Violino, Viola, Violoncello & Basso, Es-Dur.